# Alouchta (municipalité)
La municipalité d'Alouchta (ukrainien : Алуштинська міськрада, russe : Алуштинский горсовет, tatar de Crimée : Aluşta şeer şurası), est l'une des 25 subdivisions administratives de la république de Crimée. Elle porte le nom d'Alouchta, la principale ville qui en est le centre administratif.

## Divisions administratives
Outre  Alouchta, la municipalité compte une autre cité importante, Partenit, ainsi que 24 villages réparties dans 6 communautés citadines ou villageoise.
1. cité d'Alouchta
2. communauté villageoise d'Izobilne
Izobilne (Körbekül)
Verkhnya Koutouzovka (Yuqarı Şuma)
Nyjnya Koutouzovka (Aşağı Şuma)
Rozovyi
3. communauté villageoise de Loutchyste
Loutchyste (Demirci)
Lavanda
Semidvorye (Yedi Ev)
4. communauté villageoise de Malyi Mayak
Malyi Mayak (Büyük Lambat)
Vynohradnyi (Qastel)
Zaproudne (Degirmenköy)
Kyparysne (Küçük Lambat)
Lavrove (Kürkület)
Lazourne
Nyjnye Zaproudne (Aşağı Degirmenköy)
Pouchkine (Küçükköy)
Outyos (Qarasan)
5. communauté villageoise de Maloritchenske
Maloritchenske (Küçük Özen)
Heneralske (Ulu Özen)
Rybatche (Tuvaq)
Sonyatchnohirske (Quru Özen)
6. communauté citadine de Partenit
Partenit
Bondarenkove (Qarabağ)
Tchayka
7. communauté villageoise de Pryvitne
Pryvitne (Üsküt)
Zelenohirya (Arpat)

## Lieu patrimonial
- Mosquée Youkhari-Djami d'Alouchta.